# Bullingdon Club

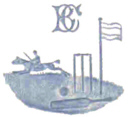
Emblem des Bullingdon Clubs (1852)

Der Bullingdon Club ist eine Dining Society (Tischgesellschaft) ohne feste Räumlichkeiten an der Universität Oxford, die sich regelmäßig zu gemeinsamen Essen trifft. Er ist bekannt für seine wohlhabenden Mitglieder, große Bankette, Alkoholexzesse und schlechtes Benehmen, einschließlich Vandalismus in Restaurants und Studentenzimmern, sowie das Verbrennen von Geld vor den Augen von Obdachlosen. Der Spielfilm The Riot Club ist vom Bullingdon Club inspiriert.
Eine Mitgliedschaft ist nur auf Einladung zu erlangen und für die meisten Studenten unerschwinglich. Wie sein Wappen zeigt, wurde der Bullingdon Club vor etwa 150 Jahren ursprünglich als Jagd- und Cricketverein gegründet. Eine der Veranstaltungen in heutiger Zeit ist ein Pferderennen. Traditionell trifft sich der Club zum alljährlichen Frühstück und Abendessen beim Bullingdon point to point. Außerdem finden kleinere Essen zur Aufnahme neuer Mitglieder statt, nachdem zuvor deren Zimmer verwüstet wurden. Es ist Tradition, dass die Mitglieder bei ihrem jährlichen Treffen in speziell angefertigtem mitternachtsblauem Frack mit elfenbeinfarbenem Seidenrevers und Messingknöpfen mit eingraviertem Monogramm erscheinen. Darunter tragen sie eine senffarbene Weste, ein Frackhemd und eine hellblaue Schleife.

## Bekannte Mitglieder
Neben David Cameron, britischer Premierminister von 2010 bis 2016, waren auch andere bekannte Briten Mitglieder dieses Clubs, so der spätere Bürgermeister von London, britische Außenminister und Premierminister Boris Johnson, ebenso der spätere Schatzkanzler George Osborne. Cameron und Johnson waren dort zur gleichen Zeit aktiv. Auch nichtbritische Studenten waren Mitglieder des Clubs, so der spätere polnische Außenminister Radosław Sikorski während seines Studiums in Oxford.

## Reputation
Der Club ist seit jeher für seine wohlhabenden Mitglieder, großen Bankette und ausgelassenen Rituale bekannt, zu denen auch die Zerstörung von Restaurants, Gaststätten und College-Zimmern gehört, ergänzt durch die Tradition, vor Ort für den Schaden zu bezahlen. Seine ostentative Zurschaustellung von Reichtum ist umstritten, da einige ehemalige Mitglieder später hohe politische Ämter bekleidet haben, vor allem die ehemaligen britischen Premierminister David Cameron und Boris Johnson als auch der ehemalige Schatzkanzler George Osborne. Eine Reihe von Episoden über viele Jahrzehnte hinweg liefern anekdotische Beweise für das Verhalten des Clubs. Am 12. Mai 1894 zertrümmerten Mitglieder des Bullingdon Clubs nach einem Abendessen fast das gesamte Glas der Beleuchtung und der 468 Fenster im Peckwater Quad der Christ Church sowie die Jalousien und Türen des Gebäudes. Infolge solcher Vorfälle wurde dem Club verboten, sich in einem Umkreis von 15 Meilen (24 km) um Oxford zu treffen.
Als Edward VIII. noch Prince of Wales war, hatte er gewisse Schwierigkeiten, die Erlaubnis seiner Eltern zu erhalten, dem Bullingdon Club aufgrund seines Rufs beizutreten. Er erhielt sie schließlich nur unter der Bedingung, dass er niemals an einem so genannten Bullingdon „blind“ teilnehmen würde, einer euphemistischen Bezeichnung für einen Abend mit Alkohol und Gesang. Als Königin Mary von seiner Teilnahme an einem solchen Abend erfuhr, schickte sie ihm ein Telegramm, in dem sie ihn aufforderte, seinen Namen aus dem Club zu streichen.
Andrew Gimson, der Biograf von Boris Johnson, berichtete in den 1980er Jahren über den Club: „Ich glaube nicht, dass ein Abend endete, ohne dass ein Restaurant verwüstet und vollständig, sehr oft in bar, bezahlt wurde. […] Eine Nacht in der Zelle würde als gleichwertig für einen Buller-Mann angesehen werden, ebenso wie das Debaggen von jedem, der die Verärgerung der Buller-Männer wirklich auf sich zog.“
Im Dezember 2005 zertrümmerten Mitglieder des Bullingdon Clubs 17 Weinflaschen, „sämtliches Geschirr“ und ein Fenster des White Hart Pubs aus dem 15. Jahrhundert in Fyfield, Oxfordshire. Das Abendessen wurde von Alexander Fellowes, dem Sohn von Baron Fellowes und Neffen von Diana, Princess of Wales, organisiert; vier Mitglieder der Gruppe wurden verhaftet. Ein weiteres Abendessen wurde 2010 gemeldet, nachdem Hartwell House, ein Landhaus in Buckinghamshire, beschädigt worden war.
Boris Johnson distanzierte sich später von dem Club und nannte ihn „eine wahrhaft beschämende Vignette von fast übermenschlicher, unterirdischer Arroganz, Toffishness und Twittishness“.
Ein Aufnahmeritual soll laut einigen Quellen das Verbrennen von Geld vor den Augen von Obdachlosen sein.

## Rezeption
In Evelyn Waughs Roman Decline and Fall (deutsche Fassungen Auf der schiefen Ebene bzw. Verfall und Untergang) spielt der Bullingdon Club eine zentrale Rolle: Der anständige Held wird beschuldigt, für die Randale des Bollinger Clubs (eine satirische Darstellung des Bullingdon Clubs) verantwortlich zu sein, und wird deshalb der Universität verwiesen. Angeblich ist Waughs Darstellung maßlos untertrieben.
Zweifellos hatte Waugh den Bullingdon Club auch im Hinterkopf, als er in seinem Roman Brideshead Revisited (Wiedersehen mit Brideshead) das erste Treffen der beiden Protagonisten beschrieb. Nach einem feuchtfröhlichen Essen des Clubs übergibt sich Sebastian Flyte in das Fenster von Charles Ryders Zimmer. Auch der Regisseur der Verfilmung lässt die Darsteller der Clubmitglieder den berühmten Bullingdon-Frack tragen.
Auch der 2014 erschienene Film The Riot Club der  Regisseurin Lone Scherfig beschäftigt sich mit einem elitären Bund junger aristokratischer Männer – der fiktiven Version des Bullingdon Clubs. Wie schon in der zugehörigen Theatervorlage Posh von Laura Wade eskalieren hier die jugendlichen Exzesse einer Oxforder Studentengruppe auf brutale Art und Weise.